# Себежская крепость
Себежская крепость — исторические укрепления в Себеже Псковской области, располагавшиеся на вдающемся в Себежское озеро «Замковом» полуострове.
Впервые Себеж упоминается в летописи под 1414 годом как псковский «пригород», то есть младший город, в связи с его взятием и разорением великим князем литовским Витовтом. В 1535 году в ходе Стародубской войны Себежская волость была отвоёвана Россией. К тому времени прежней крепости уже не было. В том же году по приказу князя И. В. Шуйского под руководством И. Н. Бутурлина на месте древних укреплений в рекордные сроки была возведена деревянная крепость, названная во имя Усекновения главы Иоанна Предтечи Ивангород-на-Себеже. Работами руководил прибывший из Москвы итальянский архитектор Петрок Малый Фрязин. Из Пскова сюда немедля направили 500 пищальников с большим обозом.
В феврале 1536 года новая крепость, удачно использовавшая преимущества ландшафта, выдержала осаду польско-литовских войск короля Сигизмунда I. Все приступы нападавших терпели неудачи и несли им крупные потери. При отступлении неприятельских отрядов через Себежское озеро под ними провалился лёд. Защитники крепости совершили вылазку и довершили разгром. По окончании войны в следующем году Себеж остался в составе Русского государства, став пограничной крепостью. В последующие века город не раз переходил из рук в руки.
Ядром Себежской крепости был детинец, который в польский период назывался Замок. Эта небольшая крепость была возведена на самой возвышенной части полуострова, в мысовой части. На земляном валу протяжённостью около 350 м была установлена деревянная стена. Как и в Пскове, на территории крепости находился «амбар, а под ним погреб» для «зелья, свинца, ядер и всякого пушечного запаса», а также 12 житниц. Именно детинец выдержал осаду в 1536 году, в память о которой Елена Глинская повелела построить в нём церковь Святой Троицы. В 1541 году сформировавшийся у стен крепости посад был обнесён деревянной стеной, усиленной башнями.
В 1579 году в ходе Ливонской войны Себежская крепость была взята 50-тысячным войском короля Стефана Батория. В 1582 году Себеж был возвращён России, затем отошёл Речи Посполитой в 1618 году, отвоёван Россией в Смоленскую войну, но по условиям мира вновь передан Речи Посполитой. Когда русские войска взяли Себеж в 1654 году воеводы доложили царю Алексею Михайловичу о состоянии его укреплений: «окольного города 704 сажени, а в городе Кремль имеет в окружности 78 сажен, кремлёвский вал высотою 16 сажен, а вал окольного города 9 сажен, в окольном городе 4 ворот». Таким образом, за период польского господства больших изменений в крепости не произошло, но количество ворот сократилось в два раза. В 1678 году по «Вечному миру» Себеж вновь был возвращён Речи Посполитой.
В ходе Северной войны в 1705 году русские войска в который раз взяли город. В 1707 году возникла опасность продвижения неприятеля из Риги, и по приказу Петра I в Себежской крепости был размещён усиленный гарнизон, а в её окрестностях проведены фортификационные работы. В частности, на горе, получившей впоследствии название Петровская, были сооружены оборонительные рвы и бастион, который блокировал подходы к городу с северо-восточной стороны. Другой бастион контролировал подходы к городу с северо-западной стороны. Лишь в 1772 году, в результате первого раздела Польши, Себежская земля окончательно была закреплена за Россией.